# Она (Флорида)
Она (енгл. Ona) насељено је место без административног статуса у америчкој савезној држави Флорида.

## Демографија
По попису из 2010. године број становника је 314.
| Група             | 2000.    | 2010.       |
| Белци             | 0 (0,0%) | 147 (46,8%) |
| Афроамериканци    | 0 (0,0%) | 46 (14,6%)  |
| Азијати           | 0 (0,0%) | 0 (0,0%)    |
| Хиспаноамериканци | 0 (0,0%) | 114 (36,3%) |
| Укупно            | 0        | 314         |